# Mitgenca mota
La mitgenca mota és un contracte del dret català en ramaderia pel qual un soci aporta tot (mota general, essent mota la quantitat de caps de bestiar que un dels socis aporta de més que l'altre soci) o gairebé tot (mota particular) el bestiar i l'altre aporta la feina de guardar-lo i de pasturar-lo.
És propi de la vall d'Àger, on s'anomena, per oposició, mitgenca plana el contracte normal de la mitgenca (La meitat dels productes de la terra o del bestiar, corresponent a cadascun dels socis d'un contracte a mitges) entre propietaris que apleguen els seus ramats i es reparteixen despeses i guanys.